# Кіпари
Кіпари (пол. Kipary, нім. Kiparen, 1938-45: Wacholderau) — село в Польщі, у гміні Вельбарк Щиценського повіту Вармінсько-Мазурського воєводства.
Населення — 99 осіб (2011).
У 1975-1998 роках село належало до Ольштинського воєводства.

## Демографія
Демографічна структура станом на 31 березня 2011 року:
|          | Загалом | Допрацездатний вік | Працездатний вік | Постпрацездатний вік |
| -------- | ------- | ------------------ | ---------------- | -------------------- |
| Чоловіки | 52      | 16                 | 35               | 1                    |
| Жінки    | 47      | 15                 | 22               | 10                   |
| Разом    | 99      | 31                 | 57               | 11                   |